# Березняки (Гродненская область)
Березняки́ (бел. Беразнякі́, пол. Łopocie) — деревня в Сморгонском районе Гродненской области Белоруссии.
Входит в состав Коренёвского сельсовета.
Расположена в центральной части района. Расстояние до районного центра Сморгонь по автодороге — около 14,5 км, до центра сельсовета деревни Корени по прямой — 7,5 км. Ближайшие населённые пункты — Васюки, Матюляны, Рачуны. Площадь занимаемой территории составляет 0,0950 км², протяжённость границ 1770 м.
Согласно переписи население Березняков в 1999 году насчитывало 10 человек.
Через деревню проходит автомобильная дорога местного значения Н6758 Гаути — Васюки — Березняки.